# Презелье
Презелье (итал. Preseglie) — коммуна в Италии, в провинции Брешиа области Ломбардия.
Население составляет 1472 человека (2008 г.), плотность населения составляет 134 чел./км². Занимает площадь 11 км². Почтовый индекс — 25070. Телефонный код — 0365.
Покровителем коммуны почитаются святые апостолы Пётр и Павел, празднование 29 июня.

## Демография
Динамика населения:

## Администрация коммуны
- Официальный сайт: http://www.comune.preseglie.bs.it/ Архивная копия от 15 августа 2012 на Wayback Machine